# Raddujávrre
Raddujávrre, enligt tidigare ortografi Raddujaure, är en sjö i Jokkmokks kommun i Lappland och ingår i Luleälvens huvudavrinningsområde. Sjön har en area på 3,97 kvadratkilometer och ligger 584 meter över havet. Raddujávrre ligger i Padjelanta Natura 2000-område. Sjön avvattnas av vattendraget Raddujåhkå.

## Delavrinningsområde
Raddujávrre ingår i det delavrinningsområde (747743-151933) som SMHI kallar för Utloppet av Raddujaure. Medelhöjden är 671 meter över havet och ytan är 17,79 kvadratkilometer. Räknas de 2 avrinningsområdena uppströms in blir den ackumulerade arean 41,54 kvadratkilometer. Raddujåhkå som avvattnar avrinningsområdet har biflödesordning 2, vilket innebär att vattnet flödar genom totalt 2 vattendrag innan det når havet efter 426 kilometer. Avrinningsområdet består mestadels av kalfjäll (77 procent). Avrinningsområdet har 4,04 kvadratkilometer vattenytor vilket ger det en sjöprocent på 22,7 procent.

## Namnutveckling
Sjöns namn har genomgått tre ortografier:
| Generalstabskartan 1890- | Fjällkartan 1964 | Fjällkartan 2001 |
| ------------------------ | ---------------- | ---------------- |
| Raddejaure               | Raddujaure       | Raddujávrre      |